# Трой (Північна Кароліна)
Трой (англ. Troy) — місто (англ. town) в США, в окрузі Монтгомері штату Північна Кароліна. Населення — 2850 осіб (2020).

## Географія
Трой розташований за координатами 35°21′53″ пн. ш. 79°53′31″ зх. д. / 35.36472° пн. ш. 79.89194° зх. д. (35.364635, -79.891851).  За даними Бюро перепису населення США в 2010 році місто мало площу 9,41 км², з яких 9,30 км² — суходіл та 0,11 км² — водойми.

## Демографія
Згідно з переписом 2010 року, у місті мешкало 3189 осіб у 1115 домогосподарствах у складі 704 родин. Густота населення становила 339 осіб/км².  Було 1262 помешкання (134/км²).
Расовий склад населення:
| - 58,9 % — білих - 31,8 % — чорних або афроамериканців - 1,0 % — азіатів - 0,7 % — корінних американців - 6,1 % — осіб інших рас |

До двох чи більше рас належало 1,5 %. Частка іспаномовних становила 10,3 % від усіх жителів.
За віковим діапазоном населення розподілялося таким чином: 22,8 % — особи молодші 18 років, 63,5 % — особи у віці 18—64 років, 13,7 % — особи у віці 65 років та старші. Медіана віку мешканця становила 36,7 року. На 100 осіб жіночої статі у місті припадало 58,8 чоловіків;  на 100 жінок у віці від 18 років та старших — 50,7 чоловіків також старших 18 років.
Середній дохід на одне домашнє господарство  становив 41 609 доларів США (медіана — 26 315), а середній дохід на одну сім'ю — 51 130 доларів (медіана — 36 579). Медіана доходів становила 39 139 доларів для чоловіків та 35 321 долар для жінок. За межею бідності перебувало 45,2 % осіб, у тому числі 67,3 % дітей у віці до 18 років та 26,1 % осіб у віці 65 років та старших.
Цивільне працевлаштоване населення становило 977 осіб. Основні галузі зайнятості: освіта, охорона здоров'я та соціальна допомога — 31,6 %, виробництво — 22,5 %, мистецтво, розваги та відпочинок — 8,3 %, будівництво — 6,3 %.